# Siikarivier (Pajala)
De Siikarivier (Zweeds: Sikkasjoki) is een rivier, die stroomt in de Zweedse gemeente Pajala. De rivier ontstaat als afwateringsrivier van het meer Tuppijärvi, stroomt zuidoostwaarts weg, stroomt ten noorden van Anttis naar het Siikajärvi, een meer van ongeveer 20 hectare en stroomt dan verder naar de Torne. Ze is circa 19 kilometer lang.